# Vulture
Vulture (italijansko Il Vulture, IPA: [ˈvulture]), znana tudi kot Vulture-Melfese ali Vulture-Alto Bradano, je geografska in zgodovinska pokrajina v provinci Potenza v severnem delu italijanske dežele Bazilikata.

## Geografija
Pokrajina je dobila ime po ugaslem vulkanu Monte Vulture (1326 m).  Med znamenitosti spadajo jezeri Monticchio v kraterju vulkana in gradova Friderika II. Hohenstaufna v Castel Lagopesole in Melfiju.
Pokrajina je razdeljena na občine  Atella, Barile, Ginestra, Melfi, Rapolla, Ripacandida, Rionero del Vulture, Maschito, Venosa, Ruvo del Monte, Rapone in San Fele. 

## Gospodarstvo
Rodovitna vulkanska tla Vulture so primerna za gojenje vinske trte in oljk. V regiji se prideluje vina aglianico del Vulture, kot so desertno vino aglianico dolce, aglianico di Filiano, malvazija del Vulture in moscato del Vulture. Območje Monte Vulture ima številne vodne izvire, med njimi več znamk ustekleničenih mineralnih vod.

## Sklic
1. ↑  Gastronomic specialties. Il Vulture. Pridobljeno januarja 2015.